# Politische Expositur Gröbming
Die Politische Expositur Gröbming ist ein Verwaltungsteil des Bezirks Liezen in der Steiermark und die einzige derzeit existente Politische Expositur in Österreich. Sie verfügt über alle Referate einer Bezirkshauptmannschaft, ausgenommen Sozialhilfe, Jugendwohlfahrt, Gemeindeprüfung und Katastrophenschutz.
Sie liegt im Steirischen Ennstal im Nordwesten des Bundeslandes im Grenzgebiet zu Salzburg. Landschaftlich-raumplanerisch wird die Region – etwas umfassender – auch Oberes Ennstal oder Oberland genannt. Das Gebiet ist deckungsgleich mit dem Gerichtsbezirk Schladming.

## Geschichte
1868 entstand mit Einrichtung der Bezirkshauptmannschaften die Bezirkshauptmannschaft Liezen. 1872 konnten die Bewohner des oberen Ennstales die Einrichtung der Bezirkshauptmannschaft Gröbming erreichen, die auf dem Gebiet der damaligen Gerichtsbezirken Gröbming, Aussee, Irdning und Schladming gebildet wurde und von 30. Juni 1873 bis 14. Oktober 1938 existierte und durch die Nationalsozialisten (als Außendienststelle im Landkreis)
wieder der Bezirkshauptmannschaft Liezen zugeordnet wurde.
Ab 1945 wurde ein ständiger Amtstag der Bezirkshauptmannschaft Liezen in Gröbming eingerichtet, aus dem mit 1. Jänner 1962 die Politische Expositur der Bezirkshauptmannschaft Liezen in Gröbming entstand. Diese umfasst allerdings nur mehr den Westteil des alten Bezirks um Gröbming und Schladming. Nachdem im Zuge der Steiermärkischen Gemeindestrukturreform die Politische Expositur Bad Aussee abgeschafft wurde, ist Gröbming die einzige Politische Expositur in Österreich.
Leiter der Expositur
- Walter Holzmann (1962–1977)
- Josef Protas (1978–1986)
- Andreas Stocker (1987–2002)
- Florian Waldner (2002–2013)
- Christian Sulzbacher (2013–30. Juni 2020[2])
- Nico Groger (ab 1. Juli 2020)

Mit 1. April 2024 soll Nico Groger Christian Sulzbacher als Bezirkshauptmann des Bezirks Liezen nachfolgen.

## Angehörige Gemeinden
Die Politische Expositur Gröbming bzw. Gerichtsbezirk Schladming umfasst neun Gemeinden, darunter eine Stadt und drei Marktgemeinden.

### Liste der Gemeinden im Bereich der Expositur Gröbming
Die Einwohnerzahlen der Liste sind vom 1. Jänner 2025,
Regionen sind Kleinregionen der Steiermark
| Gemeinde                | Lage | Ew    | km²    | Ew / km² | Gerichtsbezirk | Region                                   | Typ             | Foto | Metadaten         |
| ----------------------- | ---- | ----- | ------ | -------- | -------------- | ---------------------------------------- | --------------- | ---- | ----------------- |
| Aich                    |      | 1.322 | 56,59  | 23       | Schladming     | 009 Schladming                           | Gemeinde        | ja   | Gem.Kennz.: 61254 |
| Gröbming                |      | 3.202 | 66,95  | 48       | Schladming     | 005 Gröbming aufgelöst 17. Februar 2018  | Markt- gemeinde | ja   | Gem.Kennz.: 61213 |
| Haus                    |      | 2.451 | 83,00  | 30       | Schladming     | 009 Schladming                           | Markt- gemeinde | ja   | Gem.Kennz.: 61217 |
| Michaelerberg-Pruggern  |      | 1.271 | 47,74  | 27       | Schladming     | 005 Gröbming aufgelöst 17. Februar 2018  | Gemeinde        | ja   | Gem.Kennz.: 61260 |
| Mitterberg-Sankt Martin |      | 1.975 | 54,93  | 36       | Schladming     | 005 Gröbming aufgelöst 17. Februar 2018  | Gemeinde        | ja   | Gem.Kennz.: 61261 |
| Öblarn                  |      | 1.891 | 70,11  | 27       | Schladming     | 005 Gröbming aufgelöst 17. Februar 2018  | Markt- gemeinde | ja   | Gem.Kennz.: 61262 |
| Ramsau am Dachstein     |      | 2.910 | 75,76  | 38       | Schladming     | 009 Schladming                           | Gemeinde        | ja   | Gem.Kennz.: 61236 |
| Schladming              |      | 6.572 | 210,95 | 31       | Schladming     | 009 Schladming                           | Stadt- gemeinde | ja   | Gem.Kennz.: 61265 |
| Sölk                    |      | 1.461 | 288,50 | 5,1      | Schladming     | 005 Gröbming aufgelöst 21. November 2020 | Gemeinde        | ja   | Gem.Kennz.: 61266 |